# 1848
1848. је била преступна година.

## Догађаји

### Јануар
- 1. јануар — Владимир Јакшић, професор београдског Лицеја, започео прва инструментална метеоролошка мерења и осматрања у Београду и Србији, која су непрекидно трајала пуне 52 године, све до Јакшићеве смрти у 1899. години (1848—1899)
- 12. јануар — У Палерму је почео устанак против бурбонског Краљевства Две Сицилије.
- 24. јануар — Џејмс В. Маршал је пронашао злато у Сатерс Милу у Коломи, што је довело до Калифорнијске златне грознице.

### Фебруар
- 21. фебруар — Карл Маркс и Фридрих Енгелс су објавили Комунистички манифест.

### Март
- 13. март — Под притиском демонстрација и побуне у Бечу аустријски канцелар Клеменс Метерних поднео је оставку.
- 15. март — Уличним протестима у Будимпешти почела је Мађарска револуција.
- 22. март — Побуњена Венеција је прогласила независност од Аустрије и на кратко обновило Млетачку републику.

### Мај
- 13. мај — У Сремским Карловцима почело заседање Мајске скупштине на којој су делегати 175 црквених општина из Војводине и Србије изабрали Јосифа Рајачића за патријарха, а пуковника Стевана Шупљикца за војводу.

### Јун
- 2. јун — У Прагу је почело заседање Првог свесловенског конгреса.
- 11. јун — Англофони насељеници у Сономи су почели побуну против Мексика и прогласили Републику Калифорнију.
- 29. јун — Петровска скупштина у Крагујевцу (1848)

### Јул
- 23. јул — 25. јул – Битка код Кустоце (1848)

### Септембар
- 12. септембар — Швајцарска је усвојила нов Устав којим је постала федерална унија с јаком централном влашћу.

### Октобар
- 31. октобар — Царске чете под вођством фелдмаршала Алфреда Виндишгреца заузеле су Беч, чиме је угушен осмомесечни Бечки устанак током којег је била успостављена револуционарна влада.
- 31. октобар — Мексички цар Агустин де Итурбиде је распустио Мексички конгрес и заменио га војном хунтом.

### Новембар
- 7. новембар — На председничким изборима у САД, Закари Тејлор је изабран за председника, победивши кандидата Демократске странке, Луиса Кеса.

### Децембар
- 2. децембар — Аустријски цар Фердинанд I абдицирао у корист свог синовца Франца Јозефа I.

## Рођења

### Јануар
- 6. јануар — Христо Ботев, бугарски револуционар
- 27. јануар — Хејхачиро Того, јапански адмирал

### Фебруар
- 16. фебруар — Октав Мирбо, француски новинар, књижевни критичар и драмски писац. (†1917).

### Март
- 19. март — Вајат Ерп, амерички револвераш
- 24. март — Јован Атанацковић, српски генерал

### Април
- 27. април — Ото I Баварски, баварски краљ.

### Мај
- 25. мај — Хелмут фон Молтке Млађи, немачки генерал, начелник немачког генералштаба

### Септембар
- 1. септембар — Аугуст Форел, швајцарски лекар. (†1931)

## Смрти

### Јануар
- 9. јануар — Каролина Хершел, британски астроном. (*1750).

### Фебруар
- 23. фебруар — Џон Квинси Адамс, амерички председник

### Септембар
- 24. септембар — Бранвел Бронте, енглески књижевник. (* 1817)

### Децембар
- 26. децембар — Џорџ Стивенсон, енглески проналазач